# Woodhenge
Woodhenge est un site archéologique situé à 1 km au nord d'Amesbury, Wiltshire, Angleterre et à 3,2 km au nord-est de Stonehenge. Il fait partie de l'ensemble Stonehenge, Avebury et sites associés.

## Découverte
En 1925, lors d'une étude archéologique aérienne organisée par Osbert Guy Stanhope Crawford et Alexander Keiller, deux archéologues britanniques, Crawford repère - sur une photographie prise par Gilbert Insall, chef d'escadron de la R.A.F. - un monticule, présentant des taches blanches formant des cercles, qu'il identifie comme étant un henge et ses trous de poteaux. Le site, au préalable connu sous le nom de Dough Cover, est fouillé de 1926 à 1929 par Maud Cunnington (en), une archéologue galloise.

## Datation
La présence sur le site de céramique de type Grooved ware propose une datation au Néolithique moyen et la découverte de tessons attribués à la Culture campaniforme au Chalcolithique .
Alors que la construction du monument de bois était probablement antérieure, le fossé l'entourant a été daté d'entre 2470 et 2000 avant notre ère, il est donc, peu ou prou, contemporain de la construction de Stonehenge. Une datation par carbone 14 des artefacts démontre que le site était encore fréquenté autour de 1800 avant notre ère ce qui lui donne cette époque comme terminus post quem.

## Structure du monument

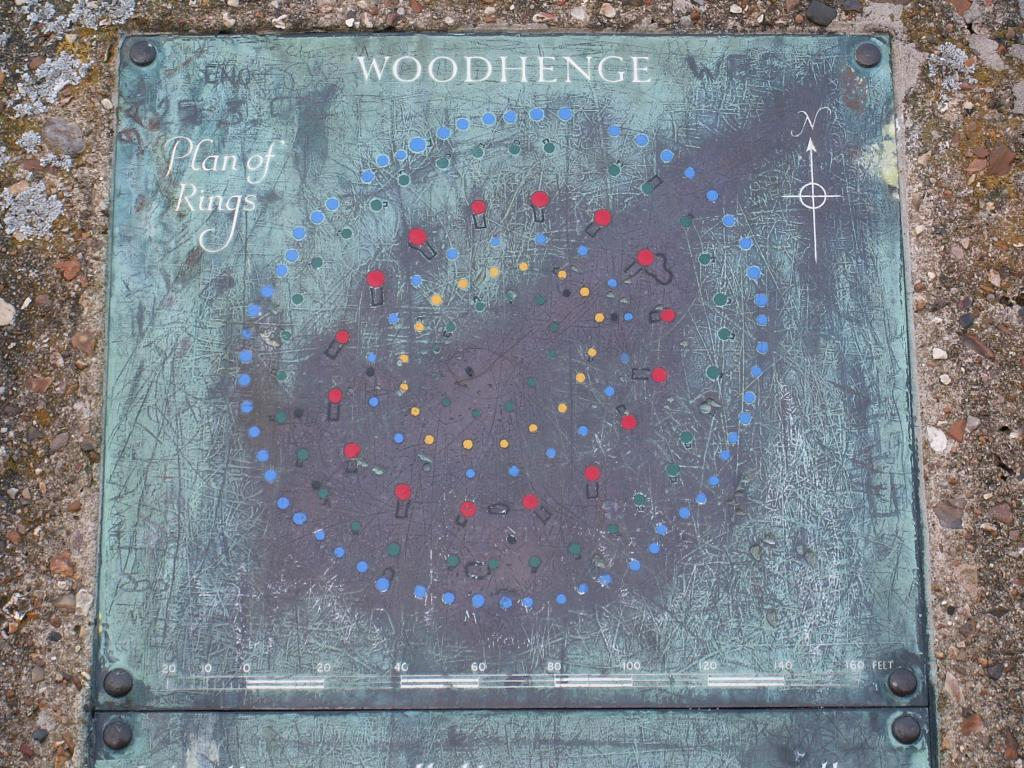
Plan du site.

Cet henge, présente six anneaux concentriques ovales, avec la trace de 168 trous ayant contenu des poteaux de bois. L'anneau le plus extérieur, donc le plus large, mesure 43 mètres sur 40. Ces anneaux sont entourés par un unique fossé, à fond plat, de 2,4 mètres de profondeur et d'une largeur allant jusqu'à 12 mètres, lui-même cerné par un talus externe d'environ 10 mètres de largeur, et d'un mètre de hauteur. Le site a un diamètre total de 110 mètres, avec une seule entrée au nord-est.
Maud Cunnington a découvert, durant sa campagne de fouilles, deux sépultures : l'une d'un enfant accroupi qu'elle a assimilé à la pratique d'un sacrifice rituel (ces restes ont par la suite été déplacés à Londres, où ils ont été détruits durant le Blitz, ce qui a rendu impossible un examen ultérieur plus approfondi) puis une autre dans la partie orientale du fossé face à l'entrée, il s'agissait de celle d'un adolescent lui aussi accroupi. Elle pensait également avoir trouvé les seules traces de menhirs disparus, à savoir deux renfoncements de terrain situés entre les deuxième et troisième cercles de poteaux mais des fouilles réalisées en 2006 ont mis en évidence qu'il y avait eu au moins cinq menhirs sur le site.
Les plus profonds trous de poteaux mesurent jusqu'à 2 mètres et sont supposés avoir logé des poteaux de plus de 7,5 mètres de hauteur, qui auraient pesé jusqu'à 5 tonnes. Leur disposition est similaire à celle du double cercle de dolérites dites « pierres bleues » de Stonehenge. D'autres similarités avec Stonehenge ont été remarquées, et ce, dès les premières fouilles : les deux sites ont des entrées orientées vers le lever du soleil au solstice d'été et les diamètres des cercles de bois de Woodhenge et ceux de pierres de Stonehenge sont approximativement les mêmes.
Des bornes-témoins en ciment ont été mises en place pour rendre compte de la disposition originale du bâtiment. L'entrée est libre.

## Henge de bois à proximité
En 1966 une autre structure de bois de taille comparable a été découverte au nord et à distance très proche de Woodhenge. Il s'agit du « cercle du sud », situé à l'intérieur de ce qui allait être connu sous le nom de Durrington Walls.